# Withington (Gloucestershire)
Pour les articles homonymes, voir Withington (homonymie).
Withington est un village et une paroisse civile du Gloucestershire, en Angleterre. Il est situé dans la vallée de la Coln, à une dizaine de kilomètres au sud-est de la ville de Cheltenham. Administrativement, il relève du district de Cotswold. Au recensement de 2011, il comptait 532 habitants.